# Museu Pomerano
O Museu Pomerano é um museu brasileiro, localizado na cidade de Pomerode, em Santa Catarina, dedicado a conta a história da cidade e retratando a chegada dos imigrantes europeus desde a metade do século XIX no Vale do Itajaí. A instituição foi criada a partir do acervo de peças do colecionador particular pomerodense Egon Tiedt (1934-2008), bisneto de imigrantes pomeranos.
Egon fundou o museu com o nome de Pommersches Museum, na sua casa em 1982. Em 2004, a prefeitura adquiriu o acervo, inaugurando o atual Museu Pomerano em 2008. 

## História
Egon Tiedt, bisneto de pomeranos alemães, iniciou sua coleção em 1969, coletando objetos antigos da cultura alemã. Na época, a cidade de Pomerode, fundada em 1863 por imigrantes pomeranos, ainda não havia percebido a importância da preservação de sua própria história.
Em 1969, trabalhando na compra e venda de ferro velho, Egon começa a ter o hábito de guardar objetos. Separava para si as peças que considerava poder valer mais se vendidas separadamente. Entre as peças estavam antigos instrumentos musicais, ferros de passar roupa, lamparinas, utensílios de cozinha, adornos de ferro, entre outros. Com o aumento do comércio das peças, também surgiu o medo de que as peças desaparecessem completamente e por isso, começou a resguardar exemplares para que seus netos e futuras gerações pudessem ter acesso, iniciando assim o seu acervo.
Conforme aumentava o interesse de Egon pelo passado, ele também passa a dar atenção a outros elementos típicos dos imigrantes, como a arquitetura em enxaimel. O interesse de Egon pelo estilo ajudou a preservar muitas construções e a tornar Pomerode o lugar com mais exemplares de enxaimel fora da Alemanha. Em 1980, ele compra a sua primeira casa em enxaimel, que foi reconstruída em sua propriedade em 1981. No ano seguinte, 1982, ele criou o Pommersches Museum nesta casa, com setenta peças iniciais, tendo conseguido uma verba mensal do município para mantê-lo.
Em 2002, o Pommersches Museum tinha 630 peças. O nome acabou sendo traduzido para o português mais tarde, se tornando o Museu Pomerano. Em 2003, a prefeitura encaminhou ao governo de Santa Catarina um projeto cultural relacionado ao museu, com a prefeitura municipal adquirindo em 2004 o acervo de Egon Tiedt. Ele faleceu alguns meses antes da inauguração do novo Museu Pomerano, em 2008. O museu, agora sob a tutula da Fundação Cultural de Pomeroda, ocupa um espaço maior, no centro da cidade, na antiga fábrica de laticínios de Hermann Weege, que foi recuperada e se transformou no Centro Cultural de Pomerode.

## Medalha de mérito cultural "Cruz e Sousa"
Em 31 de outubro de 2002, o então governador de Santa Catarina, Esperidião Amin Helou Filho, concedeu a Medalha de Mérito Cultural "Cruz e Sousa" através do Decreto Nº 5846/02. A honraria foi concedida em reconhecimento aos serviços relevantes prestados em benefício do enriquecimento e da defesa do patrimônio artístico e cultural do Estado de Santa Catarina.